# Molnhöjd
Med molnhöjd avses vanligen höjdskillnaden mellan marken och molnbasen. I ovanliga fall kan även molnhöjd avse höjdskillnaden mellan molnbasen och molnets topp. Den kan även, också det i ovanliga fall, avse höjdskillnaden mellan marken och molnets topp. Man får ofta av kontexten avgöra vad den aktuella molnhöjden avser.

## Höjdskillnad mellan mark och molnbas
Molnhöjden uppskattas vanligen från molntypen och tid på året. Om det finns höga berg i närheten kan de hjälpa till vid uppskattningen. För mätning av molnhöjd kan man använda stigningstiden för en väderballong, laserteknik eller starka strålkastare.
Molnhöjden är en viktig vädervariabel för flygsäkerheten, då den bestämmer om piloten får använda visuella flygregler eller måste följa instrumentflygregler vid start och landning.